# Женская сборная Белиза по волейболу
Женская национальная сборная Белиза по волейболу (англ. Belize women's national volleyball team) — представляет Белиз на международных волейбольных соревнованиях. Управляющей организацией выступает Волейбольная ассоциация Белиза (англ. Belize volleyball association).

## История
Волейбольная ассоциация Белиза — член ФИВБ с 1984 года.
Дебют женской волейбольной сборной Белиза прошёл во время IV Центральноамериканских игр, прошедших в январе 1990 года в Гондурасе. В волейбольном турнире соревнований белизки заняли 6-е место, замкнув турнирную таблицу. Впоследствии женская сборная Белиза регулярно была среди участников Игр, но до 2016 года лучшее чего смогла добиться — это 5-е (предпоследнее) место в 2001 году. 
В 1995 году команда Белиза впервые участвовала в Центральноамериканском Кубке, проходившем в Гватемале. Турнир для дебютанток сложился неудачно — 6 поражений в 6 матчах. В дальнейшем волейболистки Белиза ещё 9 раз участвовали в подобных турнирах и до 2014 лучшим их результатом было 5-е место. Турнир сборных Центральной Америки 2018 года сборная Белиза принимала на своей площадке и была в шаге от того, чтобы сместить с верхней ступеньки пьедестала безусловного фаворита — сборную Коста-Рики, переиграв её в четырёх сетах, но поражение от Сальвадора оставило белизок на втором месте.   
Кроме соревнований национальных команд стран Центральной Америки сборная Белиза дважды принимала участие в отборочных турнирах чемпионатов мира. В декабре 2008 года (квалификация мирового первенства 2010) белизские волейболистки выбыли уже после 1-го раунда, проиграв командам Никарагуа, Гватемалы, Панамы, Сальвадора и Гондураса. В североамериканской квалификации чемпионата мира 2014 сборная Белиза добралась уже до 2-го этапа, где заняла 3-е место в группе, на чём дальнейшая борьба за путёвку на первенство мира для неё закончилась.

## Результаты выступлений и составы

### Чемпионаты мира
Сборная Белиза принимала участие в двух отборочных турнирах чемпионатов мира.
- 2010 — не квалифицировалась
- 2014 — не квалифицировалась

- 2010 (квалификация): Жасмин Андерсон, Преселия Хоар, Барбара Кэдл, Эстер Мидлтон, Шерлин Джонсон, Эмма Хоар, Шерили Янг-Тёртон, Танеша Энкалада, Джуди Хоар, Таня Ашер-Муса, Шантель Арнольд, Бианка Макфадзин. Тренер — Алан Шарп.
- 2014 (квалификация): Жасмин Андерсон, Морисса Уильямс, Преселия Хоар, Анализа Хабет, Нелисса Рамирес, Алина Скотт, Эстер Мидлтон, Зэйр Гарбатт, Кимберли Спенс, Шерили Янг-Тёрнтон, Марика Зунига, Тичель Солис, Шельмадин Качо, Танеша Энкалада, Тиша Солис, Шантель Арнольд. Тренер — Алан Шарп.

### Центральноамериканские игры
| - 1973 — не участвовала - 1977 — не участвовала - 1986 — не участвовала - 1990 — 6-е место - 1994 — 7-е место | - 1997 — 6-е место - 2001 — 5-е место - 2010 — 6-е место - 2013 — 7-е место - 2017 — 7-е место |

### Центральноамериканский Кубок
| - 1974 — не участвовала - 1976 — не участвовала - 1977 — не участвовала - 1987 — не участвовала - 1989 — не участвовала - 1991 — не участвовала - 1993 — не участвовала - 1995 — 7-е место - 1997 — 6-е место - 1999 — 5-е место - 2000 — 7-е место | - 2002 — не участвовала - 2004 — не участвовала - 2006 — не участвовала - 2008 — 7-е место - 2010 — 7-е место - 2012 — не участвовала - 2014 — 6-е место - 2016 — не участвовала - 2018 — 2-е место - 2021 — 6-е место - 2023 — 5-е место |

## Состав
Сборная Белиза в розыгрыше Центральноамериканского Кубка 2023.
| №  | Имя, фамилия       | Год рождения | Рост | Амплуа      | Клуб             |
| -- | ------------------ | ------------ | ---- | ----------- | ---------------- |
| 1  | Саманта Смит-Джонс | 2003         | 170  | нападающая  | «Леди Джэгьюарз» |
| 3  | Шерика Бёртон      | 1997         | 176  | нападающая  | «Моэн Старз»     |
| 4  | Айяна Годфри       | 2000         | 163  | нападающая  | «Леди Джэгьюарз» |
| 5  | Кэлей Кардинес     | 2005         | 160  | нападающая  | «Моэн Старз»     |
| 8  | Клара Сабаль       | 1995         | 169  | нападающая  | «Моэн Старз»     |
| 9  | Авианка Авила      | 2005         | 158  | связующая   | «Моэн Старз»     |
| 10 | Майя Муса          | 2000         | 175  | нападающая  | «Моэн Старз»     |
| 15 | Кеванна Себастьян  | 1998         | 188  | центральная | «Моэн Старз»     |
| 16 | Шантель Эмолд      | 1991         | 184  | нападающая  | «Леди Джэгьюарз» |
| 17 | Нелисса Рамирес    | 1991         | 173  | нападающая  | «Моэн Старз»     |
| 18 | Блассед Омамёрх    | 2007         | 185  | центральная | «Моэн Старз»     |
| 19 | Нисаан Мартинес    | 2008         | 185  | центральная | «Моэн Старз»     |

- Главный тренер —  Хосе Фонтес Кинтеро.
- Тренеры — Лупита Куан.